# 陳卞
陳卞，山西汾西人，明朝政治人物。舉人出身。
永樂六年，戊子科山西鄉試中舉，后任安州州判。